# Коллегиальный институт Пакера
Коллегиальный институт Пакера (англ. Packer Collegiate Institute) — частное подготовительное к колледжу учебное заведение, первоначально называвшееся Бруклинской женской академией (Brooklyn Female Academy).

## История
В 1845 году в жилом районе Бруклин-Хайтс комитет землевладельцев и торговцев, заинтересованных в улучшении образования девочек, собрал средства для новой школы, которую они назвали Бруклинской женской академией. Школа была успешной как в финансовом, так и в образовательном плане, число её учащихся постоянно росло, но 1 января 1853 года здание загорелось и сгорело дотла.
Тогда Харриет Пакер, вдова Уильяма Пакера, решила выделить 65 000 долларов на восстановление школы, если она будет названа в честь её покойного мужа. Новое здание учебного заведения было спроектировано Минардом Лафевером, известным архитектором бруклинских церквей, и открыто в ноябре 1854 года. Часовня института была украшена витражами из стекла Тиффани.

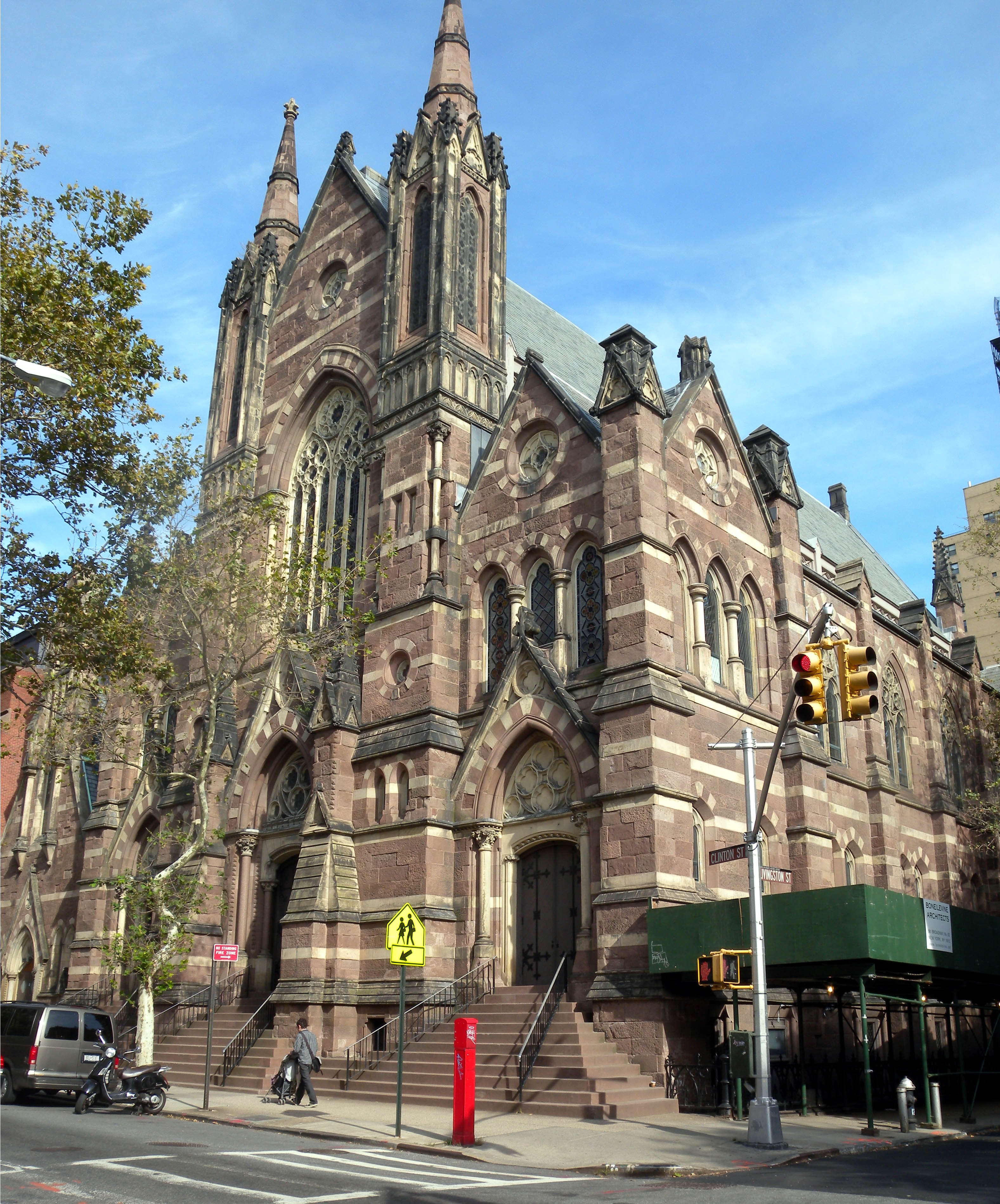
Бывшая церковь Святой Анны, ныне часть института Пакера

После того, как епископальный приход Святой Анны, чья церковь, спроектированная Джеймсом Ренвиком, находившаяся рядом со школой, переехала в здание другой церкви (архитектор тот же Минард Лафевер), своё бывшее здание приход продал институту. Модернистское соединительное сооружение, в том числе стеклянный атриум (спроектированы компанией H3 Collaborative Architecture), были добавлены к зданию института Пакера в 2003 году. Институт выпускает собственную газету The Packer Prism.
Интерьер и экстерьер института Пакера можно увидеть в качестве декораций телесериала «Сплетница» на канале CW Television Network.

## Выпускники
В числе выпускников Коллегиального института Паркера: Ли, Малкольм; Эйлерс, Эмма; Гранбери, Вирджиния и другие известные люди США.
См. также: Выпускники Университетского института Пакера